# 紫野貴李
紫野 貴李（しの きり、1960年 - ）は、日本の小説家、ファンタジー作家。

## 経歴・人物
埼玉県生まれ。埼玉県立川越女子高等学校を卒業する。20歳の頃に小説の執筆を開始する。2007年、「櫻観音」で東京都千代田区が主催する第1回ちよだ文学賞の大賞を受賞する（選考委員 : 逢坂剛、唯川恵他）。2010年、ファンタジー小説「前夜の航跡」（「わだつみの鎮魂歌」を改題）で第22回日本ファンタジーノベル大賞の大賞を受賞する（選考委員 : 荒俣宏、小谷真理、椎名誠、鈴木光司）。受賞した際には、「2005年から毎年、この文学賞に応募してきた。6度目で初めて最終候補作に選ばれ、いきなり大賞受賞となったので、すぐには信じられなかった」との旨を語っている。司馬遼太郎の『坂の上の雲』に感銘を受けたことをきっかけとして、旧海軍への関心を深めている。

## 作品リスト
- 椈は唄う（2004年7月 鳥影社）
- 前夜の航跡（2010年11月 新潮社）

### アンソロジー
「」内が収録されている紫野貴李の作品
- Fantasy Seller（2011年6月 新潮文庫）「哭く戦艦」
- 万象ふたたび（2021年2月 惑星と口笛ブックス）「グロリオーサ」